# La Vengeance des Ramsès
La Vengeance des Ramsès est le 7e album de la série de bande dessinée Papyrus de Lucien De Gieter. L'ouvrage est publié en 1984.